# Raymond Mommens
Raymond Mommens est un footballeur belge, né le 27 décembre 1958 à Lebbeke.

## Biographie
En tant que milieu ou attaquant, il fut international belge à 18 reprises (1977-1988) pour aucun but marqué.
Il participa à l’Euro 1980 : il fut remplaçant contre l’Angleterre, ainsi que contre l’Espagne, et titulaire contre l’Italie, ainsi que contre la RFA. Il fut finaliste de l’Euro 1980.
Bien qu’étant sélectionné dans les listes pour la Coupe du monde de football de 1982 et pour l’Euro 1984, il ne joua aucun match dans ces deux tournois.
Il participa à la Coupe du monde de football de 1986, au Mexique. Il faut attendre le match pour la troisième place pour qu’il puisse avoir une sélection. Ce match l’oppose à la France, où il fut titulaire. La Belgique fut battue 4 buts à 2 après prolongation, et termina quatrième du mondial.
Il ne joua que dans deux clubs : le KSC Lokeren et le Royal Charleroi Sporting Club.
Avec le KSC Lokeren, il termina second du championnat belge en 1981 et fut finaliste de la coupe de Belgique en 1981.
Avec le Royal Charleroi Sporting Club, il fut finaliste de la coupe de Belgique en 1993.
Après avoir raccroché les crampons, il reste dans le staff technique du club carolo. Il entraîne l'équipe professionnelle en 1999-2000. Par la suite, il s'occupe de la cellule de recrutement du Royal Charleroi Sporting Club.
Il devient chef de scouting du  FC Bruges  à partir de février 2011.

## Palmarès
- Coupe de Belgique de football
  - Finaliste en 1981 et en 1993
- Championnat de Belgique de football
  - Vice-champion en 1981
- Championnat d'Europe de football
  - Finaliste en 1980
- Coupe du monde de football
  - Quatrième en 1986
  - Champion d'Europe junior en 1977

## Record
Raymond Mommens est le joueur belge ayant disputé le plus de matchs en division 1 : 613 (303 pour le KSC Lokeren et 310 pour le Royal Charleroi Sporting Club).